# Simon Kimbangu

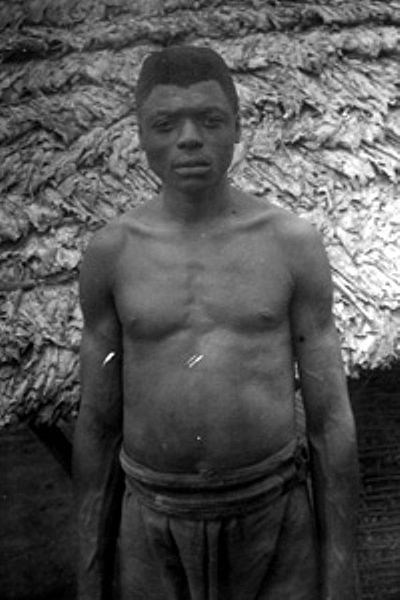
Simon Kimbangu

Simon Kimbangu (* 24. September 1889, nach anderen Angaben 12. September 1887 in Nkamba bei Sona Qongo (Mbanza-Ngungu), Kongo-Freistaat; † 12. Oktober 1951 in Elisabethville (Lubumbashi), Belgisch-Kongo) war ein christlicher Geistlicher und Märtyrer. Auf ihn geht der Kimbanguismus zurück, dessen größte Einzelkirche die Kimbanguistenkirche ist. Eine größere Abspaltung dieser Kirche sowie mehrere kleinere Gruppierungen berufen sich ebenfalls auf sein Erbe. Kimbanguisten nehmen  Joh 14,16  als Begründung, um Simon Kimbangu in der Nachfolge Jesu Christi zu rechtfertigen.

## Leben
Kimbangu konvertierte 1915 unter dem Einfluss baptistischer Missionare zum Christentum und wirkte dann selbst als Religionslehrer für Konvertiten. Im Jahre 1919 zog Kimbangu nach Léopoldville (Kinshasa), um dort Arbeit zu finden. Schon zu diesem Zeitpunkt soll er bereits Visionen gehabt haben. Als er nach der Rückkehr in sein Heimatdorf Nkamba wider Erwarten von den baptistischen Missionaren nicht zum Katecheten ernannt wurde, heilte er – der kimbanguistischen Überlieferung zufolge – erstmals eine Frau.
1921, als es zu schweren Krisen im Kongo kam, wurde er mit seinen Predigten und Wunderheilungen, die er auf Grund einer Vision begonnen hatte, zu einem Anziehungspunkt für viele Menschen. Dies verstärkte sich, als berichtet wurde, er könne Kranke heilen und Tote wieder zum Leben erwecken. Von seinen Anhängern wurde er Ngunza genannt, das Wort für Prophet im Kikongo. Obwohl Kimbangu direkte politische Aussagen vermied, nahmen ihn die Kolonialbehörden als Bedrohung wahr. Aus diesem Grund marschierte die Force Publique am 6. Juni, mit dem Ziel, Kimbangu zu verhaften, in Nkamba ein. Zwar gelang die Verhaftung einiger kimbanguistischer Anführer, doch konnte sich Kimbangu selbst der Verhaftung entziehen.
In der Folge predigte er drei Monate im Untergrund, bis er sich schließlich im September 1921 stellte. Am 3. Oktober 1921 wurde Kimbangu, obwohl er selbst nie zur Gewalt aufgerufen hatte, in einem Schauprozess wegen Störung der öffentlichen Ruhe von einem Militärgericht zum Tode verurteilt. Er wurde schließlich von König Albert zu einer lebenslangen Haftstrafe begnadigt. Bis zu seinem Tod im Jahre 1951 war er in Élisabethville inhaftiert.
Kimbangu sah sich selbst zum Propheten und Heiler berufen.

## Radio
- Karin Sommer: Der Schwarze Messias. Simon Kimbangu und seine religiöse Befreiungsbewegung in Belgisch-Kongo. Radiosendung vom 14. Oktober 1995, Bayerischer Rundfunk.